# Publio Ducenio Verres
Publio Ducenio Verres (en latín Publius Ducenius Verres) fue un senador romano del siglo II, que desarrolló su carrera política bajo los imperios de Trajano y Adriano.

## Familia
Era hijo de Publio Ducenio Vero, cónsul sufecto en 95, bajo Domiciano.

## Carrera Política
Su único cargo conocido fue el de cónsul sufecto durante el nundinum de abril a junio de 124, bajo Adriano.